# Michal Meduna
Michal Meduna (* 31. srpna 1981) je český fotbalový útočník.

## Kariéra
S fotbalem začínal v Pardubicích, v letech 1999-2001 hrál v AFK Lázně Bohdaneč a FK AS Pardubice. V letech 2001-2004 hrál za FC Synot. V roce 2004 přestoupil do AC Sparta Praha. V létě 2005 přestoupil do tureckého Manisasporu. V srpnu 2006 zkolaboval na hřišti kvůli vrozené srdeční vadě a musel ukončit profesionální kariéru. Po operaci se vrátil na hřiště v Živanicích. V lize odehrál 107 utkání a dal 16 gólů. V sezóně 2004/05 získal se Spartou ligový titul.

## Ligová bilance
| Ročník                 | Zápasy | Góly | Klub                    |
| ---------------------- | ------ | ---- | ----------------------- |
| Gambrinus liga 2001/02 | 26     | 3    | 1. FC Synot Staré Město |
| Gambrinus liga 2002/03 | 28     | 2    | 1. FC Synot Staré Město |
| Gambrinus liga 2003/04 | 29     | 7    | 1. FC Synot Staré Město |
| Gambrinus liga 2004/05 | 24     | 3    | AC Sparta Praha         |
| Süper Lig 2005/06      | 24     | 9    | Manisaspor              |
| Süper Lig 2006/07      | 3      | 2    | Manisaspor              |
| CELKEM                 | 88     | 1    |                         |